# Collection Pinault
 (mars 2022).
L'article doit être relu — et modifié si nécessaire — par des contributeurs indépendants pour apporter un regard critique aux contributions effectuées en violation des conditions d'utilisation de Wikipédia, tant sur la forme (notamment concernant le style encyclopédique, la proportionnalité) que sur le fond (la neutralité de point de vue, la qualité et l'indépendance des sources).
La collection Pinault est la collection d'œuvres appartenant à l’homme d'affaires François Pinault et sa famille, en propre ou via des sociétés commerciales. La collection Pinault comporte plusieurs milliers d'œuvres, essentiellement représentatives de l'art moderne et de l'art contemporain, sous forme de tableaux mais aussi de photos ou d'installations visuelles ou sonores.
La collection, initialement gérée par plusieurs sociétés commerciales, est, depuis fin 2020, exploitée par une société et sous une marque commune, Pinault Collection.

## Historique
En 1972, François Pinault, dont la société de distribution de bois prospère, achète son premier tableau de collection, Cour de ferme par Paul Sérusier, « parce que j'étais du coin... Sérusier, comme l'école de Pont-Aven, c'est en somme la charnière entre le XIXe et le XXe siècle. Je suis allé vers le XXe siècle. » Sa collection prend un tournant en mai 1990 avec l'achat du tableau Losangique II de Piet Mondrian pour 8,8 millions de dollars (45,7 millions de francs). Après cette acquisition, il confie à son conseiller en art : « Maintenant la barre est placée très haute pour le reste de la collection ».
En dix ans, sa collection devient la plus importante collection française de l'après-guerre américaine, devant le Musée national d'art moderne. Ses acquisitions principales incluent une toile de Jasper Johns de la série des cibles (1994), le Rébus de Rauschenberg (1995), le Orange Marilyn de Warhol (1998), L'Homme debout de Miro, et des œuvres monumentales telles que Baigneuses assises de Picasso (béton, 8 mètres de hauteur) et le Spleet Rocket de Jeff Koons (250 tonnes, 12 mètres de haut). Sa collection comprend des tableaux de Picasso, Georges Braque, Fernand Léger et Yves Tanguy, et d'expressionnistes abstraits dont Mark Rothko, Barnett Newman, Jackson Pollock et Willem de Kooning. Il se rapproche d'artistes de l'avant-guarde dont Jeff Koons, Cy Twombly, Richard Serra, Damien Hirst, Cindy Sherman, Marlene Dumas, et David Hammons. Certaines acquisitions relèvent d'un coup de poker : c'est le cas de certaines créations de Damien Hirst acquises alors que sa cote s'est sérieusement ternie en 2008. Deux cent-vingt d'entre elles sont présentées au Palais Grassi en 2017 au cours de l'exposition « Le Trésor de l'épave de l'Incroyable », et toutes sont vendues à l'issue de l'exposition à des prix jugés « astronomiques ».
En mai 1998, Pinault rachète la maison britannique de vente aux enchères Christie's pour 1,2 milliards d'euros, ce qui le propulse instantanément au centre du marché de l'art.
En 2000, François Pinault annonce le projet de construire un musée sur l'ancien site des usines Renault sur l'île Seguin. Les médias amalgament le projet artistique de Pinault avec la création d'une fondation, titre utilisé par les services de communication de l'homme d'affaires, alors qu'aucune structure de type fondation n'a été créée, sa collection d'art moderne étant hébergée par une société commerciale détenue par sa société Artemis,, si ce n'est la François Pinault Foundation, une fondation de droit néerlandais immatriculée en 2006 à Amsterdam, et créée pour faciliter le transit des œuvres prêtées par Artemis pour des expositions et à y apposer le label « Pinault ». François Pinault se retire du projet en avril de la même année.

## Sites d'exposition

### Venise: Palazzo Grassi

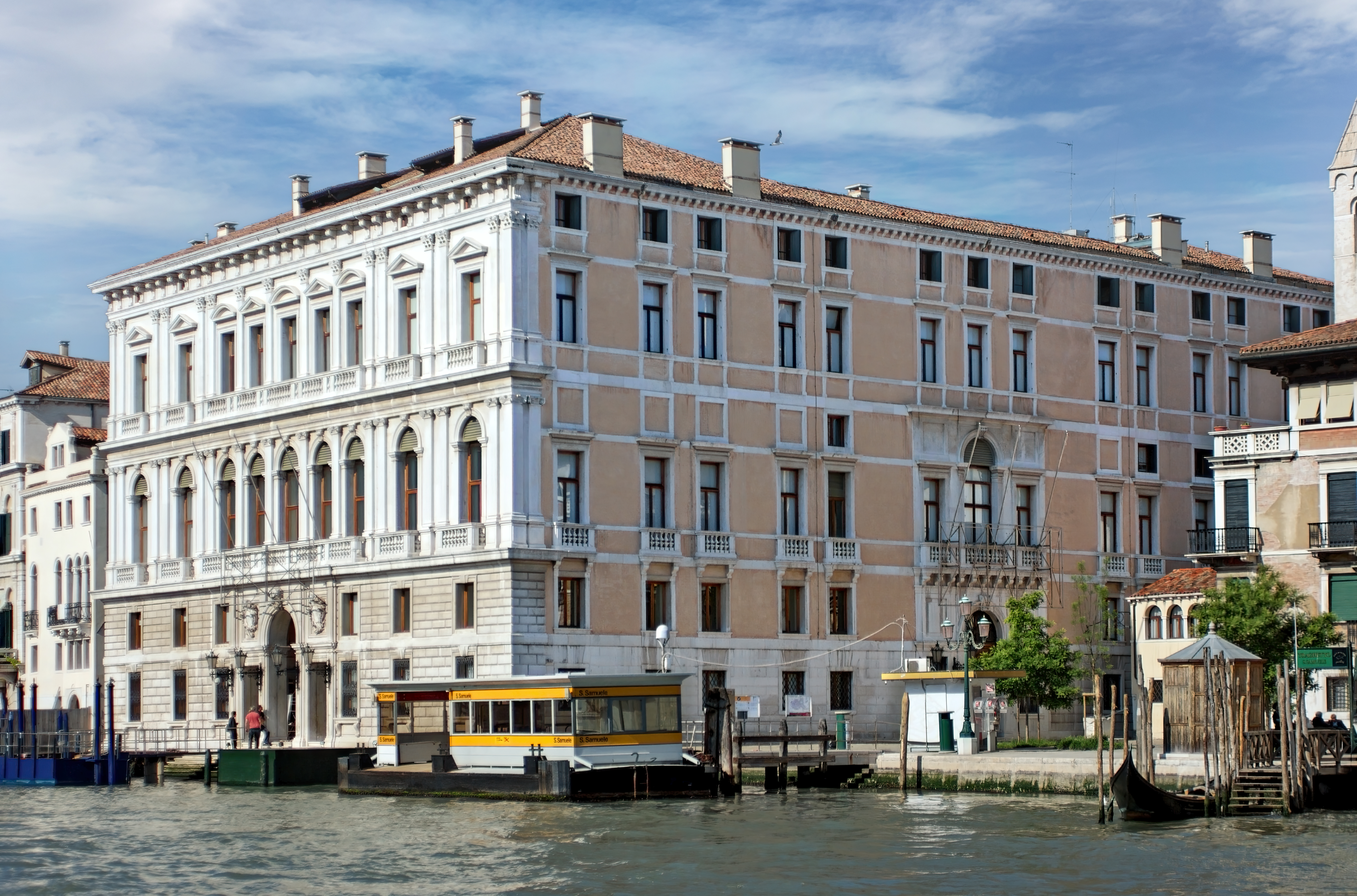
Palazzo Grassi.

En 2005, François Pinault rachète au groupe Fiat le Palazzo Grassi à Venise. Le site comprend deux bâtiments : un palais historique construit au milieu du XVIIIe siècle au bord du Grand Canal et un ancien théâtre adjacent tombé en ruine. Le palais est rénové par l'architecte japonais Tadao Andō et inauguré en 2006 avec la première exposition d’une sélection d'œuvres de Pinault Collection.
L'ancien théâtre est reconstruit par Tadao Andō en 2013 avec un auditorium et une salle de conférence de 225 places.

### Venise: Punta della Dogana

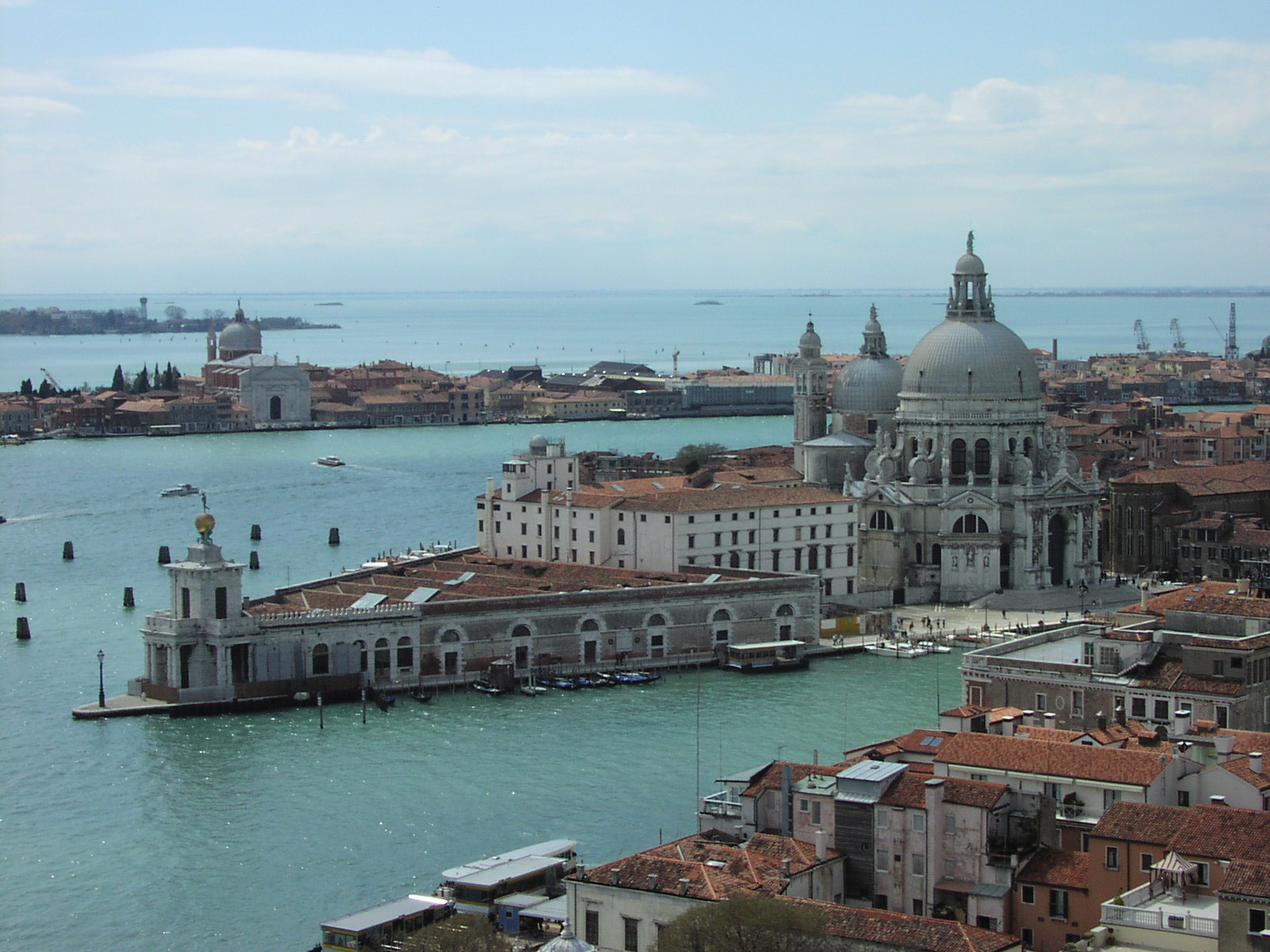
Punta della Dogana.

En 2007, François Pinault remporte contre la Fondation Solomon R. Guggenheim l'appel d'offres lancé par la Ville de Venise pour la cession de la concession du bâtiment des Douanes vénitiennes afin de les transformer en un musée d'art contemporain. François Pinault fait de nouveau appel à l'architecte japonais Tadao Andō pour réhabiliter cet ancien entrepôt du XVIe siècle, désaffecté depuis une trentaine d'années.
Le nouveau musée ouvre ses portes en mai 2009. Il offre une surface exploitable de 5 000 m2.

### Paris: Bourse de commerce

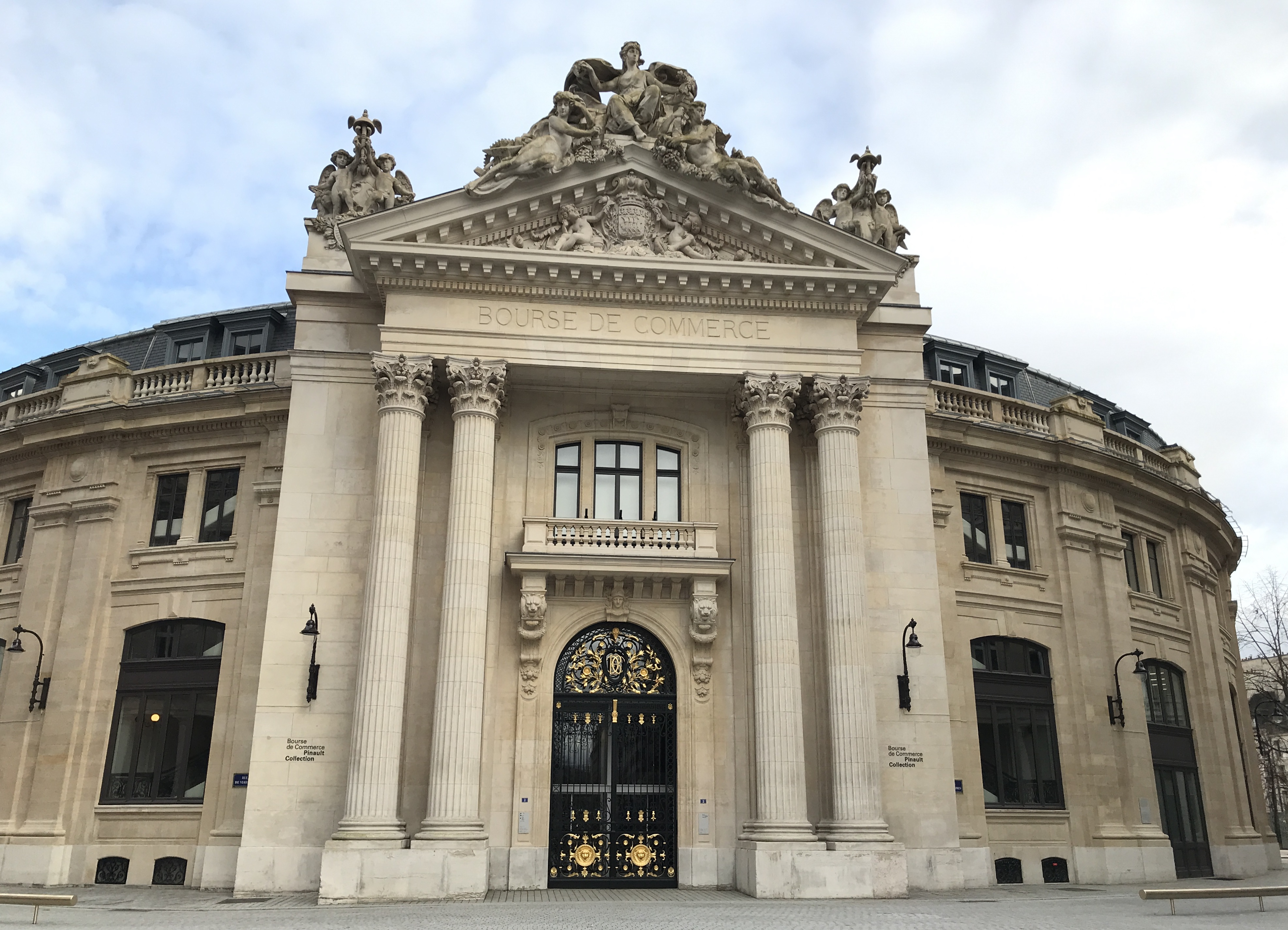
Bourse de commerce de Paris.

À la suite de l'appel à projet Réinventer Paris lancé en 2014 par la Ville de Paris, la mairie de Paris initie à la fin de l'été 2015 les négociations avec la Chambre de commerce et d'industrie (CCI) de Paris-Ile-de-France pour obtenir la cession de la Bourse de commerce, bâtiment qui lui avait été cédé en 1949 par la Ville de Paris pour un franc symbolique. La Bourse de commerce nécessitant des coûts d'entretien élevés, la Chambre de Commerce et d'Industrie se montre dans un premier temps réceptive au projet, sans pour autant juger les conditions de rachat de l'édifice satisfaisantes. La vente à la mairie de Paris est finalement conclue pour un montant de 86 millions d'euros.
L'annonce officielle de l'installation de la collection d'art contemporain de François Pinault à la Bourse de Commerce de Paris a lieu le 27 avril 2016 à l'Hôtel de Ville de Paris en présence d'Anne Hidalgo, maire de la ville. Le partenariat conclu entre la Mairie de Paris et François Pinault accorde à ce dernier un bail emphytéotique de cinquante ans pour l'exploitation de la Bourse de Commerce de Paris. Le montant des travaux de remise aux normes et de rénovation est estimé à 108 millions d'euros, entièrement à la charge de François Pinault et de sa famille, le contrat de location étant établi entre la Ville de Paris et la holding familiale de François Pinault.
La transformation du bâtiment en musée est confiée à Tadao Andō avec une équipe de maîtrise d'œuvre composée de Pierre-Antoine Gatier (architecte en chef des monuments historiques), Lucie Niney et Thibault Marca (agence d'architecture NeM), et le groupe Setec pour le volet technique. Au centre du projet de Tadao Ando, la construction d'un cylindre de 30 m de diamètre pour 9 m de haut, une sorte de « bâtiment dans le bâtiment ». Un restaurant est prévu au 3e étage confié au chef cuisinier français Michel Bras.
Le site parisien s'étend sur 3 000 m2 de surface d'exposition. François Pinault précise que le musée de la Bourse de commerce opèrera en coordination avec les musées vénitiens de Pinault Collection et présentera 10 expositions par an. L'ouverture annoncée pour juin 2020 a été reportée au printemps 2021 à la suite de retards dus à la pandémie de Covid-19. Son ouverture a lieu en mai 2021. 
En juin 2021, Marianne révèle les mauvaises conditions de travail des agents d’accueil du musée, employés par le prestataire Marianne International sur le site de la Bourse de commerce. En septembre 2021, Emma Lavigne est nommée directrice générale du musée.

## Activités

### Description
Pinault Collection est une société anonyme à actionnaire unique de droit français dirigée par François Pinault (président) et Sylvain Lefort, ancien membre de cabinet d'Emmanuel Macron,. Les activités du musée parisien de la Bourse du commerce (ouvert au printemps 2021) sont gérées par Collection Pinault-Paris, filiale de la financière Pinault créée en 2014 avec un capital social de 130 millions d'euros, et dirigée par François Pinault (président) et Martin Béthenod (directeur général). En 2020, la société Pinault Collection est absorbée par Pinault Collection-Paris dans le but de rationaliser la gestion de la collection d'art de François Pinault. Sa collection est alors estimée à 1,5 milliard d'euros. Une autre partie des œuvres appartiennent en propre à François Pinault,.
Les activités du Palazzo Grassi à Venise sont gérées par Palazzo Grassi Spa, une filiale italienne détenue à 80 % par la société Pinault Collection-Paris, le solde restant appartenant à la mairie de Venise,, propriétaire du Palazzo Grassi et de la Punta della Dogana. La société Palazzo Grassi Spa est dirigée par Martin Béthenod.

### Expositions
Pinault Collection présente régulièrement des expositions d'œuvres dans les musées gérés en propre, et dans d'autres sites en France et à l'étranger.
| Date                       | Lieu                                                | Titre                                                                 | Notes                                                           | Source |
| -------------------------- | --------------------------------------------------- | --------------------------------------------------------------------- | --------------------------------------------------------------- | ------ |
| Avril 2006 - octobre 2006  | Palazzo Grassi                                      | Where are we going?                                                   | 1re exposition officielle de la Pinault Collection              | [ 10 ] |
| Novembre 2006 - mars 2007  | Palazzo Grassi                                      | Picasso, la joie de vivre, 1945-48                                    | Partenariat avec le Musée Picasso d'Antibes alors en rénovation | [ 38 ] |
| Novembre 2006 - mars 2007  | Palazzo Grassi                                      | La collection François Pinault, une sélection post-pop                |                                                                 |        |
| 2007                       | Lille                                               | Passage du temps                                                      | Expositions hors-murs                                           | [ 39 ] |
| 2009                       | Moscow Garage Museum                                | A state of the world?                                                 | Expositions hors-murs                                           | [ 40 ] |
| 2009                       | Dinard                                              | Qui a peur des artistes ?                                             | Expositions hors-murs                                           | [ 39 ] |
| Juin 2009 - avril 2011     | Palazzo Grassi Punta della Dogana                   | Mapping the Studio: Artists from the François Pinault Collection      |                                                                 | [ 41 ] |
| 2011                       | Séoul                                               | Agony and Ecstasy                                                     | Expositions hors-murs                                           | [ 42 ] |
| Mai 2013 - février 2015    | Punta della Dogana                                  | Prima Materia                                                         | Curation par Caroline Bourgeois, Michael Govan                  | [ 43 ] |
| 2013                       | Paris Conciergerie                                  | Triple Tour                                                           | Expositions hors-murs                                           | [ 44 ] |
| 2013                       | Dunkerque                                           |                                                                       | Expositions hors-murs                                           | [ 39 ] |
| Avril 2013 - janvier 2014  | Palazzo Grassi                                      | Rudolf Stingel                                                        |                                                                 | [ 45 ] |
| 2014                       | Grimaldi Forum Monaco                               | Dancing with Myself                                                   | Expositions hors-murs                                           | [ 46 ] |
| 2016                       | Essen Folkwang Museum                               | Dancing with Myself                                                   | Expositions hors-murs                                           | [ 47 ] |
| Avril 2016 - novembre 2016 | Punta della Dogana                                  | Accrochage                                                            |                                                                 |        |
| 2017                       | Stockholm Fotografiska                              | Résonance                                                             | Expositions hors-murs                                           |        |
| Avril 2017 - décembre 2017 | Palazzo Grassi/ Punta della Dogana                  | Trésors de l'épave de l'Incroyable                                    | Œuvres de Damien Hirst                                          | [ 48 ] |
| 2018                       | Rennes, Couvent des Jacobins - Musée des Beaux-Arts | Debout                                                                | Expositions hors-murs                                           | [ 49 ] |
| Avril 2018 - décembre 2018 | Punta della Dogana                                  | Dancing with myself                                                   | Partenariat avec le Musée Folkwang d'Essen                      | [ 50 ] |
| Avril 2018 - janvier 2019  | Palazzo Grassi                                      | Cows by the water                                                     | Œuvres d'Albert Oehlen                                          | [ 50 ] |
| Mars 2019 - janvier 2020   | Palazzo Grassi                                      | La Pelle                                                              | Œuvres de Luc Tuymans                                           | [ 51 ] |
| 2021                       | Rennes, Couvent des Jacobins                        | Au-delà de la couleur, le noir et le blanc dans la Collection Pinault | Expositions hors-murs                                           |        |
| Mai 2021 - janvier 2022    | Palazzo Grassi/ Punta della Dogana                  | Bruce Nauman: contrapposto studies                                    | Œuvres de Bruce Nauman                                          | [ 52 ] |
| 2023                       | Rennes, Couvent des Jacobins                        | Forever Sixties, l'esprit des années 1960 dans la Collection Pinault  | Expositions hors-murs                                           |        |
| Mars 2025 - août 2025      | Bourse de commerce de Paris                         | Corps et âmes                                                         | Artistes nés en Afrique ou afro-descendants                     | [ 53 ] |

### Résidence d'artistes
Fin 2015, Pinault Collection inaugure sa première résidence d'artistes à Lens. Le bâtiment, un ancien presbytère ravagé par un incendie, est situé dans l'ancienne cité minière à proximité immédiate du Louvre-Lens. L'agence NeM/ Niney et Marca architectes réhabilite le bâtiment existant en logement et créée un atelier dans le jardin.
Les artistes en résidence sont sélectionnés par un comité composé de représentants de Pinault Collection, de la FRAC Nord-Pas-de-Calais, du Le Fresnoy - Studio national des arts contemporains, du Louvre-Lens et du LaM. Depuis sa création, cette résidence a accueilli les artistes américains Melissa Dubbin et Aaron S.Davidson (2015/2016), Edith Dekyndt (2016/2017), Lucas Arruda (2017/2018), Hicham Berrada (2018/2019), Bertille Bak (2019/2020), Enrique Ramirez (2020/2021), Benoît Piéron (2022/2023), Céleste Rogosin (2023-2024).

## Prix Pierre Daix
En 2015, en hommage à son ami écrivain Pierre Daix décédé en 2014, François Pinault crée le Prix Pierre Daix qui récompense chaque année un livre d'exception sur l'Histoire de l'art contemporain et moderne. Le prix, organisé par Pinault Collection, est doté de 10 000 euros.
| Année | Lauréat              | Ouvrage | Source |
| ----- | -------------------- | --- | ------ |
| 2015  | Yve-Alain Bois       | Catalogue raisonné de l'œuvre d'Ellsworth Kelly et Marie-Anne Lescourret pour Aby Warburg ou la tentation du regard | [ 63 ] |
| 2016  | Maurice Fréchuret    | Effacer. Paradoxe d’un geste artistique                                                                             | [ 64 ] |
| 2017  | Élisabeth Lebovici   | Ce que le sida m'a fait - Art et activisme à la fin du XXe siècle                                                   | [ 65 ] |
| 2018  | Pierre Wat           | Pérégrinations. Paysages entre nature et histoire                                                                   | [ 66 ] |
| 2019  | Rémi Labrusse        | Préhistoire. L'envers du temps                                                                                      | [ 67 ] |
| 2020  | Pascal Rousseau      | Hypnose. Art et hypnotisme de Messmer à nos jours                                                                   | [ 68 ] |
| 2021  | Germain Viatte       | L'envers de la médaille                                                                                             | [ 68 ] |
| 2022  | Jérémie Koering      | Les Iconophages | [ 69 ] |
| 2023  | Paula Barreiro López | Compagnons de lutte. Avant-garde et critique d’art en Espagne pendant le franquisme                                 | [ 70 ] |
| 2024  | Éric de Chassey      | Donner à voir. Images de Birkenau, du Sonderkommando à Gerhard Richter                                              | [ 71 ] |